# Fjerdingby
Fjerdingby  est un village de la municipalité de Rælingen , dans le comté d'Akershus, en Norvège.

## Description
Fjerdingby est le chef-lieu de la commune de Rælingen.